# Goya's Ghosts
Goya's Ghosts (em castelhano:  Los fantasmas de Goya; no Brasil: Sombras de Goya; em Portugal: Os Fantasmas de Goya) é um filme hispano-estadunidense de 2006, do gênero drama histórico, dirigido por Miloš Forman.

## Sinopse
A ação se passa na Espanha, entre 1792 e 1809, durante a Inquisição Espanhola e as Guerras Napoleônicas.
Francisco Goya é um pintor de renome, que fica conhecido pela forma com que pinta as pessoas e as situações. A jovem e bela Inês Bilbatua é filha de um dos seus abastados amigos e modelo de um quadro que fascina o maquiavélico Irmão Lorenzo, que é um padre membro da Inquisição. Inês é presa pela Inquisição acusada de judaísmo apenas por ter recusado numa festa comer carne de porco onde por acaso estavam espiões do Santo Ofício. Sabendo disso, Francisco Goya tenta ajudá-la pedindo a colaboração de Irmão Lorenzo que no entanto, fascinado pela beleza de Inês, acaba por abusar dela nos calabouços aumentando a sua desgraça.
O pai de Inês convida Irmão Lorenzo para um jantar aliciando-o com abastadas ofertas para a Igreja de forma a interceder pela filha: Nesse jantar o desespero toma conta do pai de Inês perante mostras de incapacidade  de Irmão Lorenzo para libertar a filha e faz com que Irmão Lorenzo sob tortura assine uma declaração contra ele próprio e a Igreja para provar precisamente que os métodos da Inquisição fazem qualquer pessoa confessar o que quer que seja.
A declaração chega ao conhecimento do Rei e ao do chefe da igreja católica espanhola o que obriga Irmão Lorenzo a fugir..
Com a Revolução Francesa tudo muda: A Igreja Católica perde a sua força em Espanha, Inês é libertada e Irmão Lorenzo regressa triunfalmente para se vingar e descobrir que Inês lhe reserva uma surpresa.

## Elenco
- Javier Bardem - Irmão Lorenzo
- Natalie Portman - Inês / Alicia
- Stellan Skarsgård - Francisco Goya
- Randy Quaid - rei Carlos 4.º
- Blanca Portillo - Rainha Maria Luísa
- Michael Lonsdale - Padre Gregório
- José Luis Gómez - Tomas Bilbatúa
- Mabel Rivera - María Isabel Bilbatúa
- Jose Alias - cocheiro
- Wael Al Moubayed - intérprete surdo de Goya
- Simón Andreu - diretor do sanatório
- Frank Baker - monge da inquisição
- Antonio Bellido - juiz
- Craig Stevenson - Napoleão Bonaparte
- Julian Wadham - Joseph Bonaparte
- Toni Rodriguez - homem no sanatório
- Aurélia Thiérrée - Henrietta

## Bilheteria
O filme rendeu 2.198.929 de dólares na Espanha e 1.199.024 na Itália; Nos Estados Unidos o filme totalizou 1.000.626 de dólares, com uma receita mundial total de US$ 8.151.333.